# Bellvei
Bellvei (spanisch Bellvey) ist eine Gemeinde (municipi) mit 2.417 Einwohnern (Stand: 2024) in der Provinz Tarragona in der Autonomen Gemeinschaft Katalonien im Nordosten Spaniens. 

## Geographische Lage
Bellvei liegt zwischen Barcelona (55 km in westsüdwestlicher Richtung entfernt) und Tarragona (40 km in ostnordöstlicher Richtung entfernt) in einer Höhe von ca. 110 m. 

## Bevölkerungsentwicklung
| Jahr      | 1970 | 1981 | 1991 | 2001 | 2011 | 2021 |
| Einwohner | 732  | 877  | 978  | 1389 | 2082 | 2303 |

## Sehenswürdigkeiten
- Turm von Bellvei
- Marienkirche (Església de Santa Maria)

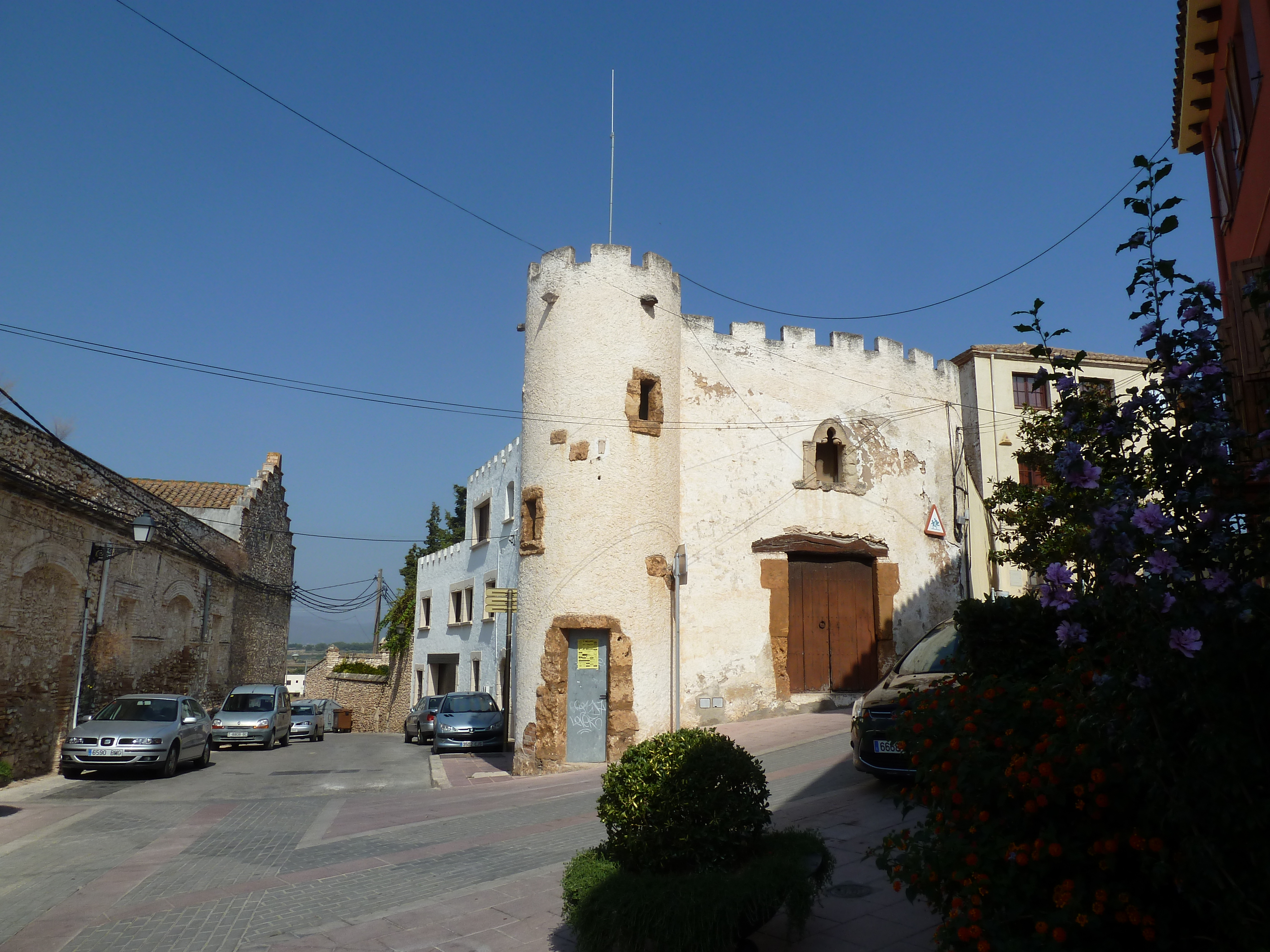
Turm von Bellvei
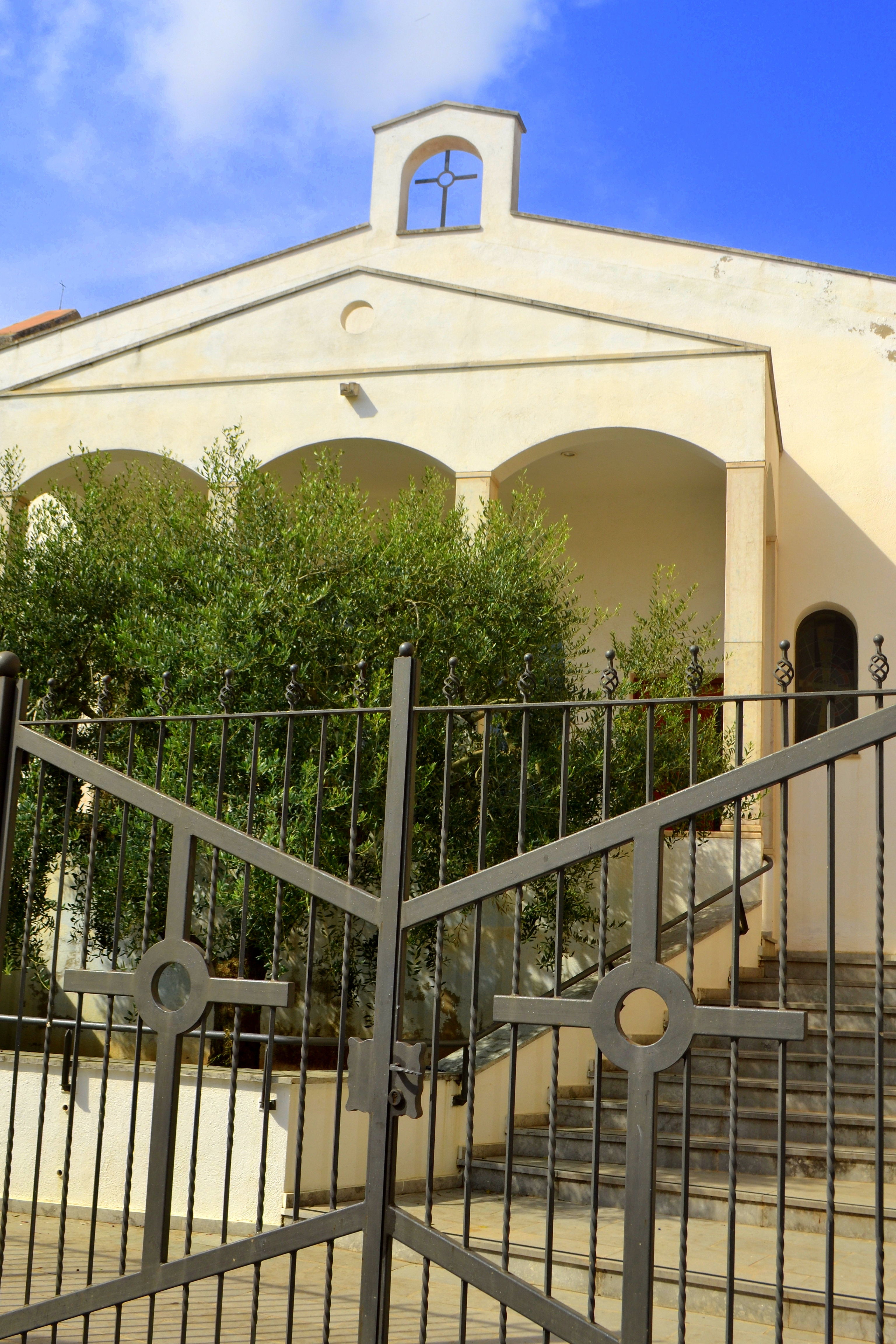
Marienkirche